# Corixa affinis
Corixa affinis är en insektsart som beskrevs av Leach 1817. Corixa affinis ingår i släktet Corixa och familjen buksimmare. Inga underarter finns listade i Catalogue of Life.